# 蕭操
安成蕃王蕭操，南蘭陵郡蘭陵縣人，南朝梁安成康王蕭秀之孫，安成煬王蕭機之子。

## 生平
大通二年（528年），湘州刺史、安成嗣王蕭機薨于任上。蕭操服闋後襲封安成蕃王，其餘事跡不詳。後梁時，蕭操之弟蕭欣紹封安成蕃王。

## 墓誌銘
蕭操薨後，皇太子蕭綱親自為其撰寫墓誌銘，銘文部分如此評價蕭操：
|  | 許氏猶龍，荀家鳴鶴。 豈如宗子，分聯華萼。 對策雲臺，觀書麟閣。 官美登朝，文高入洛。 得意琴書，忘言丘壑。 |